# Marcel Balsa
Marcel Lucien Balsa (1 de janeiro de 1909 – 11 de agosto de 1984) foi um automobilista francês.
Balsa iniciou a carreira logo depois da Segunda Guerra Mundial, correndo com um Bugatti Type 51, mantendo-se competitivo em campeonatos de automobilismo da França. Participou do GP da Alemanha de 1952 por sua própria equipe, não marcando pontos.
Em 1953, venceu uma corrida em Montlhéry, aposentando-se do automobilismo pouco depois.